# Občina Cirkulane
Občina Cirkulane (slovinsky Občina Cirkulane, německy Gemeinde Zirkulane) je jednou z 212 občin ve Slovinsku. Nachází se v Podrávském regionu na území historického Dolního Štýrska. Občinu tvoří 13 sídel, její rozloha je 32,1 km² a k 1. lednu 2017 zde žilo 2 344 obyvatel. Správním střediskem občiny je vesnice Cirkulane. Občina vznikla v březnu 2006 vydělením z občiny Gorišnica.

## Členění občiny
Občina se dělí na sídla: Brezovec, Cirkulane, Dolane, Gradišča, Gruškovec, Mali Okič, Medribnik, Meje, Paradiž, Pohorje, Pristava, Slatina, Veliki Vrh